# Tom T. Hall
Thomas T. Hall (Olive Hill, Kentucky; 25 de mayo de 1936-Franklin, Tennessee; 20 de agosto del 2021) fue un cantautor estadounidense de música country. Escribió doce canciones que alcanzaron el número uno en las listas country, con 26 más que alcanzaron el top diez. Su canción «Harper Valley PTA», interpretada por Jeanne C. Riley, alcanzó el número uno en el Billboard Hot 100 en 1968 y fue un éxito internacional. Fue incluido en la lista «Los 100 mejores cantautores» de Rolling Stone. Se hizo conocido por sus seguidores como «The Storyteller», gracias a sus habilidades narrativas en la composición de canciones. También publicó libros de cuento y novela.

## Biografía
La trayectoria de Hall como compositor comenzó en 1963, cuando el cantante de country Jimmy C. Newman grabó su canción, «DJ For a Day». En 1964, Hall se mudó a Nashville y comenzó a trabajar como compositor en Newkeys Music, la editorial perteneciente a Newman y su socio Jimmy Key, escribiendo hasta media docena de canciones por día. Key sugirió que agregara la inicial del medio «T» a su nombre. Hall ha sido apodado «The Storyteller» —«El narrador»— y ha escrito canciones para artistas country como Johnny Cash, George Jones, Loretta Lynn, Waylon Jennings, Alan Jackson y Bobby Bare.
Uno de sus primeros éxitos, «Harper Valley PTA», grabado en 1968 por Jeannie C. Riley, alcanzó el número uno en las listas Billboard Hot 100, vendió más de seis millones de copias y ganó un premio Grammy y un premio CMA. La canción inspiró la creación de una película y un programa de televisión con el mismo nombre. El propio Hall grabó esta canción en su álbum The Definitive Collection. La carrera discográfica de Hall despegó después de la interpretación de Riley de la canción, lanzando una serie de éxitos desde finales de la década de 1960 hasta principios de la década de 1980. Algunos de sus mayores éxitos incluyen «A Week in a Country Jail», «(Old Dogs, Children and) Watermelon Wine», «The Year Clayton Delaney Died», «That's How I Got to Memphis», «Faster Horses» y «Homecoming».
Hall se retiró en gran medida de componer canciones desde 1986 y de interpretar desde aproximadamente 1994; su última actuación pública, que también fue la primera en años, fue en 2011.

### Últimos años y muerte
Hall falleció el 20 de agosto de 2021 en su casa en Franklin, Tennessee, rodeado de su familia.

## Premios y reconocimientos
Hall ganó el Premio Grammy a las mejores notas de álbum en 1973 por su álbum Tom T. Hall's Greatest Hits. Fue nominado al mismo premio en 1976 por su álbum Greatest Hits Volume 2. También fue nominado al Premio Grammy a la canción del año en 1969 por «Harper Valley PTA». Ha sido miembro del Grand Ole Opry desde 1971.
Junto con su esposa Dixie Hall ha ganado el premio Bluegrass Songwriter of the Year en doce ocasiones, otorgado anualmente por la Society for the Preservation of Bluegrass Music of America. El 12 de febrero de 2008, Hall fue incluido en el Museo y Salón de la Fama del Country.
El 1 de junio de 2014, la revista Rolling Stone incluyó las canciones «Harper Valley PTA» —interpretada por Jeanne C. Riley— y «(Old Dogs, Children and) Watermelon Wine» en su lista «Las 100 mejores canciones del country».

## Discografía

### Álbumes de estudio (lista parcial)[17]
- In Search of a Song (1971)
- We All Got Together and... (1972)
- Places I've Done Time (1978)
- Song in a Seashell (1985)

### Álbumes de recopilación (lista parcial)
- Tom T. Hall's Greatest Hits (1972)
- Greatest Hits Volume 2 (1976)
- The Essential Tom T. Hall: The Story Songs (1988)
- The Definitive Collection (2006)